# 诺埃尔·范德诺特
诺埃尔·范德诺特（法語：Noël Vandernotte，1923年12月25日—2020年6月19日），法国男子赛艇运动员。

## 生平
1923年生于下比利牛斯省昂格莱。1936年参加柏林奥运会赛艇项目，获得两枚铜牌，当时年仅12岁233天，是1936年奥运会男子项目最年轻的奖牌获得者，也是法国现代历史上最年轻的奥运会奖牌获得者。

## 荣誉
- 国家功绩勋章（2008年）
- 法國榮譽軍團騎士勳章（2015年）[3]
- 博凯尔城市奖章（2015年）[4]